# Острозький провулок (Житомир)
Острозький прову́лок — провулок у Богунському районі Житомира. Топонім напрямкового походження, має назву від міста Острог.

## Розташування
З'єднує вулиці Героїв Пожежників та Західну в напрямку на південний захід, паралельно до провулків Корецького та Рівненського, знаходячись між ними на рівновіддаленій відстані.
Довжина провулка — 240 метрів.

## Історія
До 2016 року — 2-й провулок Фурманова. Відповідно до розпорядження Житомирського міського голови від 19 лютого 2016 року № 112 «Про перейменування топонімічних об'єктів та демонтаж пам'ятних знаків у м. Житомирі», перейменований на Острозький провулок.